# Conus tiki
Conus tiki é uma espécie de gastrópode do gênero Conus, pertencente a família Conidae.